# Копьёв, Вячеслав Всеволодович
Вячеслав Всеволодович Копьёв (род. 6 апреля 1954, Москва) — российский государственный деятель и спортивный функционер, заместитель председателя высшего совета Федерации регби России, с 2003 по 2017 годы — президент Федерации регби России, председатель попечительского совета благотворительного фонда АФК «Система», председатель совета директоров ВАО «Интурист».

## Биография
Родился в Москве 6 апреля 1954 года. Окончил в 1977 году факультет кибернетики МИФИ, после выпуска работал инженером в этом же вузе, откуда был направлен на комсомольскую работу в Красногвардейский РК ВЛКСМ. В 1990 году стал вторым секретарем ЦК ВЛКСМ. В 1982 году получил степень кандидата технических наук, в 1994 году — кандидата юридических наук. Автор более 70 научных трудов.
В 1993 году окончил Российскую академию государственной службы (факультет правоведения), в 1994 году Международную академию маркетинга и менеджмента (экономический факультет).

## Карьера в бизнесе
С 1990 года стал председателем совета директоров АО «Спутник». В 1997 году назначен вице-президентом АФК «Система», с 2000 года стал старшим вице-президентом, отвечавшим за формирование внешней среды. С 2015 года председатель попечительского совета благотворительного фонда АФК «Система». Копьев известен своим системным подходом и организаторскими способностями, максимально непубличен.

## Карьера в государственном спортивном управлении
С 2003 года стал Президентом Федерации регби России. Основные результаты на этом посту — квалификация основной мужской сборной команды на Чемпионат мира по регби 2011, проведение Чемпионата мира по регби-7 в Москве в 2013 году, серия побед на чемпионатах Европы по регби-7 у мужской и женской сборной, а также их квалификация в Мировую серию. Сам Копьев никогда не играл профессионально в регби. В 2017 году должность президента была упразднена, Копьев стал заместителем председателя высшего совета ФРР.
С 2016 года вице-президент Rugby Europe.
Член зала славы российского регби с 30 июня 2021 года.

## Награды
Орден Дружбы (2009).